# Can Pere Trilla
Can Pere Trilla és una casa d'Almoster (Baix Camp) protegida com a Bé Cultural d'Interès Local.

## Descripció
Edifici de planta rectangular, situat entre mitgeres al carrer Major. Es tracta d'una construcció de tres altures, molt austera. Presenta la façana arrebossada, amb alguns despreniments i desperfectes. Destaca el portal d'accés i el balcó amb volada de pedra i barana metàl·lica.